# Droga wojewódzka nr 872
Droga wojewódzka nr 872 (DW872) – droga wojewódzka w województwach: świętokrzyskim i podkarpackim o długości 62 km łącząca DK9 w Łoniowie z DW878 w Nisku. Droga przebiega przez powiaty: sandomierski, tarnobrzeski, kolbuszowski, stalowowolski i niżański. W miejscowości Majdan Królewski występuje 2-kilometrowa nieciągłość w przebiegu trasy (na rzecz DK9).

## Miejscowości leżące przy trasie DW872
- Łoniów (DK9, DK79)
- Baranów Sandomierski (DW985)
- Huta Komorowska
- Majdan Królewski (DK9)
- Nowa Dęba (DK9)
- Bojanów (DW861)
- Stany
- Przyszów
- Nisko (DW878)